# L'Air du temps (restaurant)
Pour les articles homonymes, voir L'Air du temps.
L'Air du temps est un restaurant situé à Eghezée, en Belgique, qui a reçu deux étoiles au Guide Michelin. Le chef, Sang Hoon Degeimbre, est issu de l' école hôtelière de la province de Namur. Ce restaurant est considéré comme le neuvième meilleur situé en Belgique.

## Étoiles Michelin
- Depuis 2009

## Gault et Millau
19/20  